# Halové mistrovství Evropy v atletice 1981

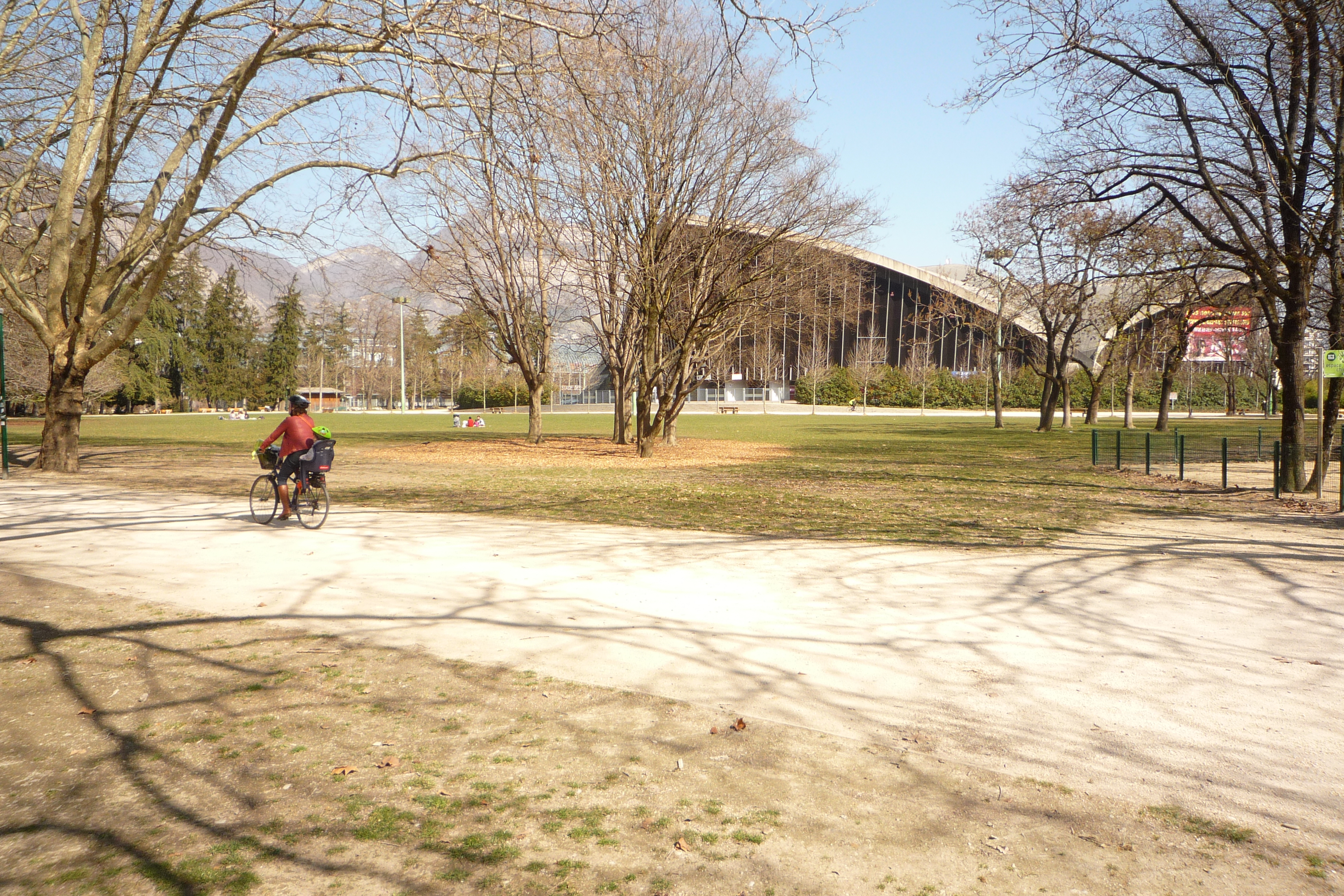
Hala Palais des Sports

12. Halové mistrovství Evropy v atletice se konalo ve dnech 21. a 22. února 1981 ve francouzském městě Grenoble. Atletické disciplíny probíhaly v hale Palais des Sports, kde se uskutečnilo halové ME již v roce 1972.
Na programu bylo celkově 20 disciplín (12 mužských a 8 ženských). Součástí programu byla poprvé jako exhibiční disciplína chůze mužů na 5 km. Zvláštností v programu byl běh na 2 820 metrů. Místo hladké šedesátky a šedesátky s překážkami se běžel běh na 50 m a běh na 50 m s překážkami.

## Medailisté

### Muži
| Soutěž          | Zlato                      | Stříbro                    | Bronz                      |
| --------------- | -------------------------- | -------------------------- | -------------------------- |
| 50 m            | Marian Woronin 5,65        | Vladimir Muravjev 5,76     | Andrej Šljapnikov 5,77     |
| 400 m           | Andreas Knebel 46,52       | Martin Weppler 46,88       | Stefano Malinverni 46,96   |
| 800 m           | Herbert Wursthorn 1:47,70  | András Paróczai 1:47,73    | Antonio Páez 1:48,31       |
| 1500 m          | Thomas Wessinghage 3:42,64 | Uwe Becker 3:43,02         | Mirosław Żerkowski 3:44,32 |
| 2820 m          | Alex Gonzalez 7:22,71      | Jevgenij Ignatov N/A       | Valerij Abramov N/A        |
| 50 m př.        | Arto Bryggare 6,47         | Javier Moracho 6,48        | Guy Drut 6,54              |
| Skok do výšky   | Roland Dalhäuser 2,28 m    | Carlo Thränhardt 2,25 m    | Dietmar Mögenburg 2,25 m   |
| Skok o tyči     | Thierry Vigneron 5,70 m    | Alexandr Krupskij 5,65 m   | Jean-Michel Bellot 5,65 m  |
| Skok daleký     | Rolf Bernhard 8,01 m       | Antonio Corgos 7,97 m      | Šamil Abbjasov 7,95 m      |
| Trojskok        | Šamil Abbjasov 17,30 m     | Klaus Kübler 16,73 m       | Aston Moore 16,73 m        |
| Vrh koulí       | Reijo Ståhlberg 19,88 m    | Luc Viudès 19,41 m         | Zlatan Saračević 19,40 m   |
| Chůze na 5 km * | Hartwig Gauder 19:08,59    | Maurizio Damilano 19:13,90 | Gérard Lelievre 19:55,02   |

### Ženy
| Soutěž        | Zlato                        | Stříbro                       | Bronz                        |
| ------------- | ---------------------------- | ----------------------------- | ---------------------------- |
| 50 m          | Sofka Popovová 6,17          | Linda Haglundová 6,17         | Marita Kochová 6,19          |
| 400 m         | Jarmila Kratochvílová 50,07  | Natalia Bočinová 52,32        | Verona Elderová 52,37        |
| 800 m         | Hildegard Ullrichová 2:00,94 | Světla Zlatěvová 2:01,37      | Nikolina Šterevová 2:02,50   |
| 1500 m        | Agnese Possamaiová 4:07,49   | Valentina Iljinychová 4:08,17 | Ljubov Smolková 4:08,64      |
| 60 m př.      | Zofia Bielczyková 6,74       | Maria Kemenčežiová 6,80       | Taťjana Anisimovová 6,81     |
| Skok do výšky | Sara Simeoniová 1,97 m       | Elżbieta Krawczuková 1,94 m   | Urszula Kielanová 1,94 m     |
| Skok daleký   | Karin Hänelová 6,77 m        | Sigrid Heimannová 6,66 m      | Jasmin Feigeová 6,65 m       |
| Vrh koulí     | Ilona Slupianeková 20,77 m   | Helena Fibingerová 20,64 m    | Helma Knorscheidtová 20,12 m |

## Medailové pořadí
| Umístění | Stát                           | Zlato | Stříbro | Bronz | Celkem |
| -------- | ------------------------------ | ----- | ------- | ----- | ------ |
| 1.       | Německá demokratická republika | 4     | 1       | 2     | 7      |
| 2.       | Západní Německo                | 3     | 4       | 2     | 9      |
| 3.       | Francie                        | 2     | 1       | 3     | 6      |
| 4.       | Polsko                         | 2     | 1       | 2     | 5      |
| 5.       | Itálie                         | 2     | 1       | 1     | 4      |
| 6.       | Finsko                         | 2     | 0       | 0     | 2      |
| 6.       | Švýcarsko                      | 2     | 0       | 0     | 2      |
| 8.       | Sovětský svaz                  | 1     | 5       | 5     | 11     |
| 9.       | Bulharská lidová republika     | 1     | 2       | 1     | 4      |
| 10.      | Československo                 | 1     | 1       | 0     | 2      |
| 11.      | Španělsko                      | 0     | 2       | 1     | 3      |
| 12.      | Maďarská lidová republika      | 0     | 1       | 0     | 1      |
| 12.      | Švédsko                        | 0     | 1       | 0     | 1      |
| 14.      | Velká Británie                 | 0     | 0       | 2     | 2      |
| 15.      | SFR Jugoslávie                 | 0     | 0       | 1     | 1      |